# Syllis valida
Syllis valida är en ringmaskart som beskrevs av Grube 1857. Syllis valida ingår i släktet Syllis och familjen Syllidae.
Artens utbredningsområde är havet kring Nya Zeeland. Inga underarter finns listade i Catalogue of Life.